# Kedokan Agung
Kedokan Agung is een bestuurslaag in het regentschap Indramayu van de provincie West-Java, Indonesië. Kedokan Agung telt 8828 inwoners (volkstelling 2010).